# Schomburgkia
Schomburgkia Lindl. 1838 es un género con unas 17 especies de orquídeas medianas a grandes, epífitas o litófitas , ahora se encuentra aumentado con una especie Schomburgkia superbiens que se ha reclasificado procedente del género Laelia. Se encuentran ampliamente distribuidas por selvas tropicales desde México, Centroamérica y Suramérica. 

## Descripción
Estas especies tienen una amplia gama de color en sus flores en racimos que pueden ser erectos o péndulos.

La mayoría son epífitas, otras son  litófitas. Están muy próximas a Cattleya con las que solo tienen de diferencia el número de polinia que en este caso son 8 con caudículas distribuidas en 2 grupos.  Los tallos son normalmente cortos.

Los pseudobulbos de unos 6 a 30 cm de longitud, son fusiformes subcilindricos, que pueden tener hondonadas con la edad.
Cada pseudobulbo desarrolla de dos o tres hojas céreas, carnosas y de aspecto de cuero con forma oblonga o lineal oblonga.

Se desarrolla en forma apical desde el pseudobulbo un tallo erecto muy largo que da lugar a la inflorescencia, que es en racimo y puede tener una longitud de 30 cm y llevar unas 8 flores, las cuales naranjas o púrpuras tienen los sépalos y los pétalos con la misma forma que pueden estar ondulados y en alguna parte más estrechados.

El labelo es trilobulado con lóbulos laterales que puede estar libre o que encierran parcialmente a la columna la cual es cóncava en la parte ventral transportando 8 polinia que tienen caudículas que se agrupan en 2 grupos.

Estas orquídeas se encuentran normalmente sobre madera, necesitando abundante riego en el desarrollo, y necesitando una iluminación intensa para florecer.

Florecen de primavera a verano. Las variedades Alba son raras y muy apreciadas.
Los miembros de este género se crían fácilmente en cultivo y son resistentes a las sequías. El cultivo de cada especie requiere unas condiciones específicas que corresponden con las de su hábitat natural. Muchas de ellas se pueden situar en placas, por lo que sus raíces pueden recibir corrientes de aire y aguantar ciclos de humedad o sequía.

Las especies de Schomburgkia se hibridan fácilmente con especies dentro del género y con otros géneros próximos, tal como Cattleya (× Laeliocattleya, más de 2000 especies), Brassavola,  Bletia,  Rhyncholaelia, y  Laelia. La mayoría de las orquídeas híbridas pertenecen a esta categoría p.e. × Sophrolaeliocattleya, × Brassolaeliocattleya y un gran número de otras variaciones.

## Hábitat
Las especies de este género son epífitas y se encuentra en las tierras de clima tropical y cálido de las montañas desde México, a Centroamérica y Suramérica.

## Etimología
El género Schomburgkia tiene este nombre en honor de Sir Richard Schomburgk y su hermano Moritz Schomburgk botánicos alemanes del siglo XIX, quienes exploraron la Guayana británica descubriendo numerosas nuevas especies de Orquídeas.

## Especies de Schomburgkia
- Schomburgkia brysiana Lem.
- Schomburgkia exaltata Kraenzl.
- Schomburgkia fimbriata (Vell.) Hoehne 1952 subgen Schomburgkia
- Schomburgkia galeottiana A.Rich.
- Schomburgkia grandiflora hort.
- Schomburgkia humboldtii (Rchb.f.) Rchb.f.
- Schomburgkia lueddemannii Prill. 1862 subgen Schomburgkia
- Schomburgkia moyobambae Schltr. 1921 subgen Schomburgkia
- Schomburgkia rosea Linden ex Lindl. 1845
- Schomburgkia sawyeri Withner 1993 Subgen Chaunoschomburgkia
- Schomburgkia sanderiana Rolfe
- Schomburgkia splendida Schltr. 1913
- Schomburgkia superbiens (Lindl.) Rolfe 1917 subgen Schomburgkia
- Schomburgkia thomsoniana Rchb.f.
- Schomburgkia tibicinis Bateman
- Schomburgkia undulata Lindl. 1841 subgen Schomburgkia
- Schomburgkia vellozicola Hoehne
- Schomburgkia wallisii Rchb.f. 1877
- Schomburgkia weberbaueriana Kraenzl. 1906 subgen Schomburgkia